# Tecla Marinescu
Pour les articles homonymes, voir Marinescu.
Tecla Marinescu, née le 4 janvier 1960 à Constanța, est une kayakiste roumaine.

## Carrière
Tecla Marinescu participe aux Jeux olympiques de 1984 à Los Angeles et remporte la médaille d'or en K-4 500 m.